# アーサー・ロフタス (第3代ロフタス子爵)
第3代ロフタス子爵アーサー・ロフタス（英語: Arthur Loftus, 3rd Viscount Loftus、1644年6月18日洗礼 – 1725年11月6日）は、アイルランド貴族。

## 生涯
第2代ロフタス子爵エドワード・ロフタスとジェーン・リンドリー（Jane Lindley、1684年11月14日没、アーサー・リンドリーの娘）の息子として生まれ、1644年6月18日に洗礼を受けた。
1675年12月23日、ダグラス・サヴェージ（Douglas Savage、1676年没、ウィリアム・サヴェージの娘）と結婚した。
1676年12月12日、アン・ホーキンス（Anne Hawkins、1702年3月17日没、ウィリアム・ホーキンスの娘）と再婚した。
- ジェーン（1713年没） - 1699年8月24日、ムーア子爵チャールズ・ムーア（Charles Moore, Viscount Moore、1676年12月1日洗礼 – 1714年5月21日、第3代ドロヘダ伯爵ヘンリー・ハミルトン＝ムーアの息子）と結婚、子供あり

1680年4月11日に父が死去すると、ロフタス子爵の爵位を継承した。
1689年にジェームズ2世がアイルランド議会を招集したとき、議会に出席しなかった。
1706年4月2日、レティシア・ローリー（Letitia Rowley、1765年7月19日没、サー・ジョン・ローリーの娘）と再婚した。
1725年11月6日に死去、16日にモナストレヴィンで埋葬された。息子がおらず爵位は断絶、モナストレヴィンの地所は娘ジェーンの息子にあたる第4代ドロヘダ伯爵ヘンリー・ムーアが継承した。第3代ロフタス子爵の死後、未亡人となったレティシアはニコラス・ロフタスと再婚、ニコラスは1751年にロフタス男爵に、1756年にロフタス子爵に叙された。